# Stephostethus
Stephostethus es un género de coleóptero de la familia Latridiidae.

## Especies
Las especies de este género son:
- Stephostethus alternans
- Stephostethus angusticollis
- Stephostethus arunus
- Stephostethus attenuatus
- Stephostethus barunus
- Stephostethus bilobatus
- Stephostethus carinatus
- Stephostethus kashmirensis
- Stephostethus lardarius
- Stephostethus malabicus
- Stephostethus malinicus
- Stephostethus minaticus
- Stephostethus nepalensis
- Stephostethus nigratus
- Stephostethus pandellei
- Stephostethus paradoxus
- Stephostethus productus
- Stephostethus renukae
- Stephostethus rugicollis
- Stephostethus rybinskii
- Stephostethus sahlbergi
- Stephostethus semenowi
- Stephostethus setosus
- Stephostethus sinuatocollis
- Stephostethus tarunus
- Stephostethus variolosus